# A Haunted House
A Haunted House (¿Y dónde está el fantasma? o Inactividad Paranormal en Hispanoamérica y Paranormal Movie en España) es una película de comedia de terror estadounidense de 2013, dirigida por Michael Tiddes.

## Producción
La película fue rodada en 2012 en distintos lugares de Estados Unidos. Al principio se iba a estrenar el 12 de diciembre de 2012, pero se retrasó a enero de 2013. La película es una parodia de la saga Paranormal Activity y The Devil Inside.

## Sinopsis
Malcolm Johnson (Marlon Wayans) y Kisha (Essence Atkins) son una pareja que decide mudarse a su casa de ensueño, pero pronto los sorprende un demonio que también reside allí. Cuando éste toma el cuerpo de Kisha como suyo, Malcolm - decidido a mantener su vida sexual funcionando - decide buscar la ayuda de un sacerdote, un psíquico y un equipo de cazadores de fantasmas.

## Reparto
| Actor                  | Personaje           |
| ---------------------- | ------------------- |
| Marlon Wayans          | Malcolm Johnson     |
| Essence Atkins         | Kisha Davis         |
| Nick Swardson          | Chip                |
| Cedric the Entertainer | Padre Doug Williams |
| David Koechner         | Dan Kearney         |
| Dave Sheridan          | Bob Kearney         |
| Liana Mendoza          | Carmita             |
| Jamie Noel             | Juanita             |
| Affion Crockett        | Ray-Ray             |
| Marlene Forte          | Rosa                |
| Robin Thede            | Mamá de Kisha       |
| Rob Schneider          | Egon                |
| Damien Bray            | Entity              |
| Bobbie Lee             | Thug                |
| Alanna Ubach           | Jenny               |
| Andrew Daly            | Steve               |
| Jordenn Thompson       | Kisha niña          |
| J. B. Smoove           | Padrastro de Kisha  |

## Recepción
A Haunted House fue recibida con críticas positivas por la audiencia, pero con negativas por parte de la crítica profesional. La película mantiene un 10% de aprobación en el sitio web Rotten Tomatoes, basada en 50 críticas, donde 5 comentarios son positivos y 45 comentarios son "podridos". En Metacritic la película tiene una valoración de un 20 sobre 100, lo cual indica "Críticas favorables", mientras que para otros fue la "típica comedia de Marlon Wayans".
Nick Swardson fue nominado a un premio Golden Raspberry al Peor Actor de Reparto por su actuación en la película.